# 阿爾巴尼亞行政區劃
自1912年阿尔巴尼亚宣布独立后，共进行过了21次行政区划改革。各行政单位曾先后分为或组合为大区、地区、次区、州（县）、区、市镇、市、乡镇、社区、村庄及聚居点。现时阿爾巴尼亞共分為12州，下分61个市镇及再下分为373个行政分区。

## 主要行政区划

### 州
阿尔巴尼亚的第一级行政区划单位为12个州，现行的区划自2000年实施。州由一个州长和州议会来管理。州长任命为中央部长会议（内阁）在该州的代表。

### 市镇
阿尔巴尼亚的第二级政府由61个市镇（bashki/bashkitë）组成。每一个市镇由一个市长和市镇议会来管理，并每四年选举一次。2015年之前，阿尔巴尼亚语中的是指城市市镇，其管辖范围仅包括该城市。2015年之后，一个的管辖范围扩展至邻近的乡村市镇。

### 行政分区
阿尔巴尼亚的第三级政府由373个行政分区（njësia/njësitë administrative，直译为“行政单位”）组成，行政分区或称为地方行政单位（njësia/njësite të qeverisjes vendore）。大部分的行政分区是之前的乡村市镇或社区（komuna/komunat），它们在2015年之前是第二级的区划单位。部分行政分区再下分为阿尔巴尼亚的2,972个村庄（fshatra/fshatrat）。

## 外部連結
- 世界政區 - 阿爾巴尼亞 （页面存档备份，存于） （简体中文）